# Jan Fousek
Jan Fousek (* 16. února 1984, Brno) je český tanečník, pedagog, bývalý sólista baletu Národního divadla Brno a umělecký šéf baletu Moravského divadla Olomouc.

## Život
Jako dítě ho bavil pohyb, proto chodil od šesti let na lidový tanec do lidového souboru Heřmánek do ZUŠ Nejedlého v Brně, kde se i následně rozhodl vyzkoušet dráhu tanečníka. Poté, co byl vybrán a pozván na přijímací zkoušky na Taneční konzervatoř Brno, byl v deseti letech přijat na tuto školu, kterou dostudoval v roce 2002. Po studiu získal angažmá v Národním divadle Brno a od roku 2005 už zde byl sólistou baletu, a to až do roku 2017. V letech 2003 až 2008 vystudoval taneční pedagogiku Divadelní fakultě Janáčkovy akademie múzických umění v Brně. Od roku 2011 učí na Taneční konzervatoři Brno. Jako hostující pedagog působil například v Kostarice, Jižní Koreji nebo Brazílii. Pro Taneční konzervatoř Brno vytváří i choreografii a v roce 2014 vytvořil choreografii k inscenaci Lidice pro Národní divadlo Brno. Když v říjnu 2021 oznámil Michal Štípa, že kvůli „mezilidským vztahům na pracovišti“ skončí na konci divadelní sezóny 2021/2022 jako umělecký šéf baletu Moravského divadla Olomouc, přihlásil se Fousek do konkurzu na tento post. V uzavřeném konkurzu byl vybrán z několika kandidátů a po rozhodnutí Michala Štípy nastoupil do této funkce už v lednu 2022.
Během své profesní taneční kariéry si zahrál role z klasického i moderního repertoáru, jako byl například Jan v Baladech, Don José v Carmen, Franz v Coppélii z Montmartu, Louis Duppont a Henri Contet v Edithe, vrabčákovi z předměstí, První láska ve Fridě, Ali v Korzárovi, Přítel Prince a Pas de trois v Labutím jezeře, Princ v Louskáčkovi, Jean de Brienne, Bérangére a trubadúr Raymondě, Merkucio a Benvolio v Romeovi a Julii, Prince ve Sněhurce a sedm trpaslíků, Harmodius ve Spartakovi a Arthur Rimbaud v Úplném zatmění.
Je držitelem řady ocenění. Kromě cen ze soutěží získal v roce 2004 Cenu Philip Morris Poupě baletu za největší talent roku a od roku 2005 mu byla jedenáctkrát v řadě udělena Cena DIVA za nejlepší taneční výkon v Národním divadle Brno. Za rok 2005 byl nominován na cenu Thálie v oboru balet, pantomima a současný tanec za roli Artura Rimbauda v inscenaci Úplné zatmění. Tu obdržel za rok 2006 za roli Smrti v inscenaci Svěcení jara a za rok 2011 za roli vikomta Valmonta v inscenaci Nebezpečné známosti.